# 25cm sMW

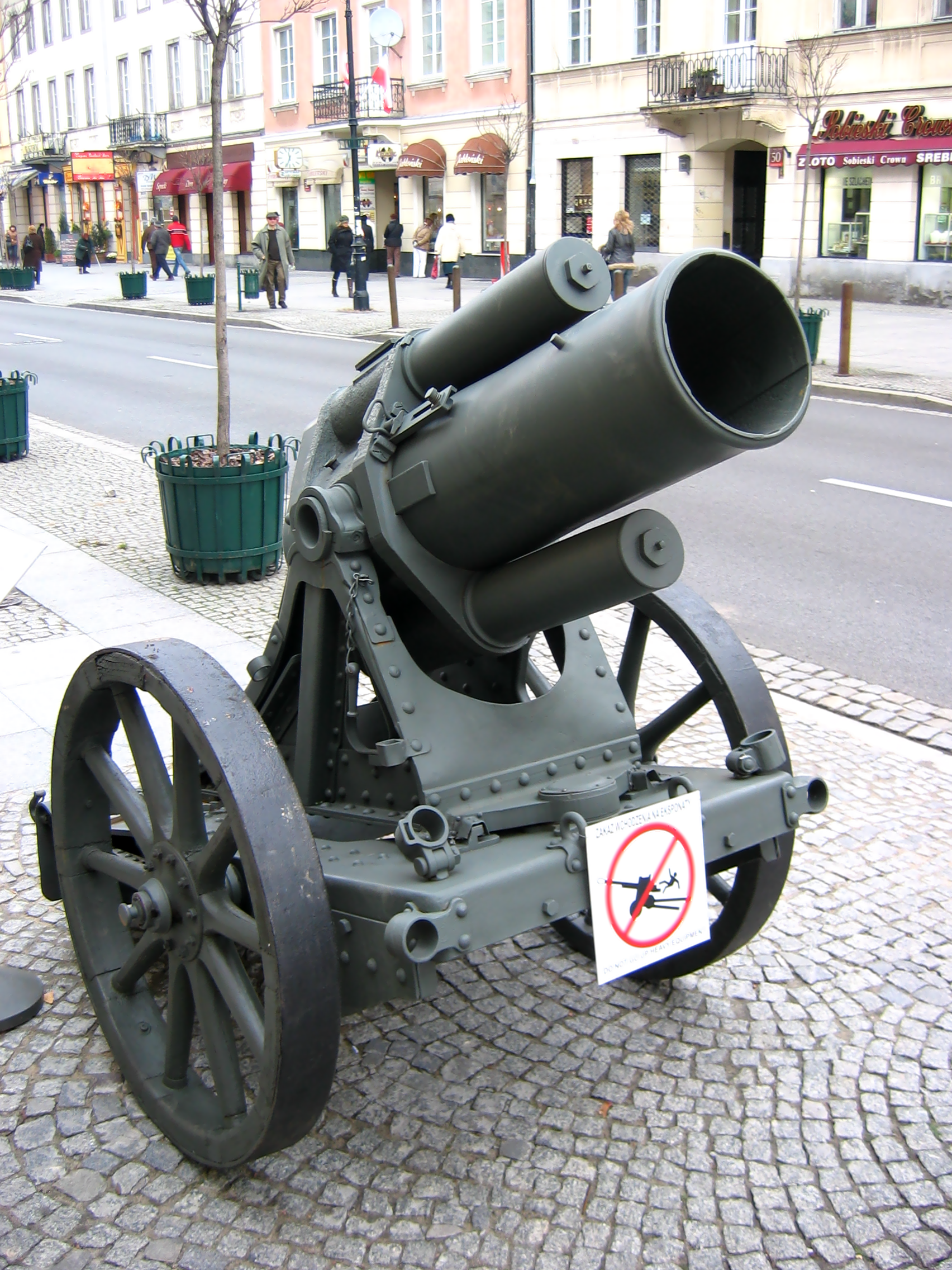
n/A model in transport mode, with wheels attached

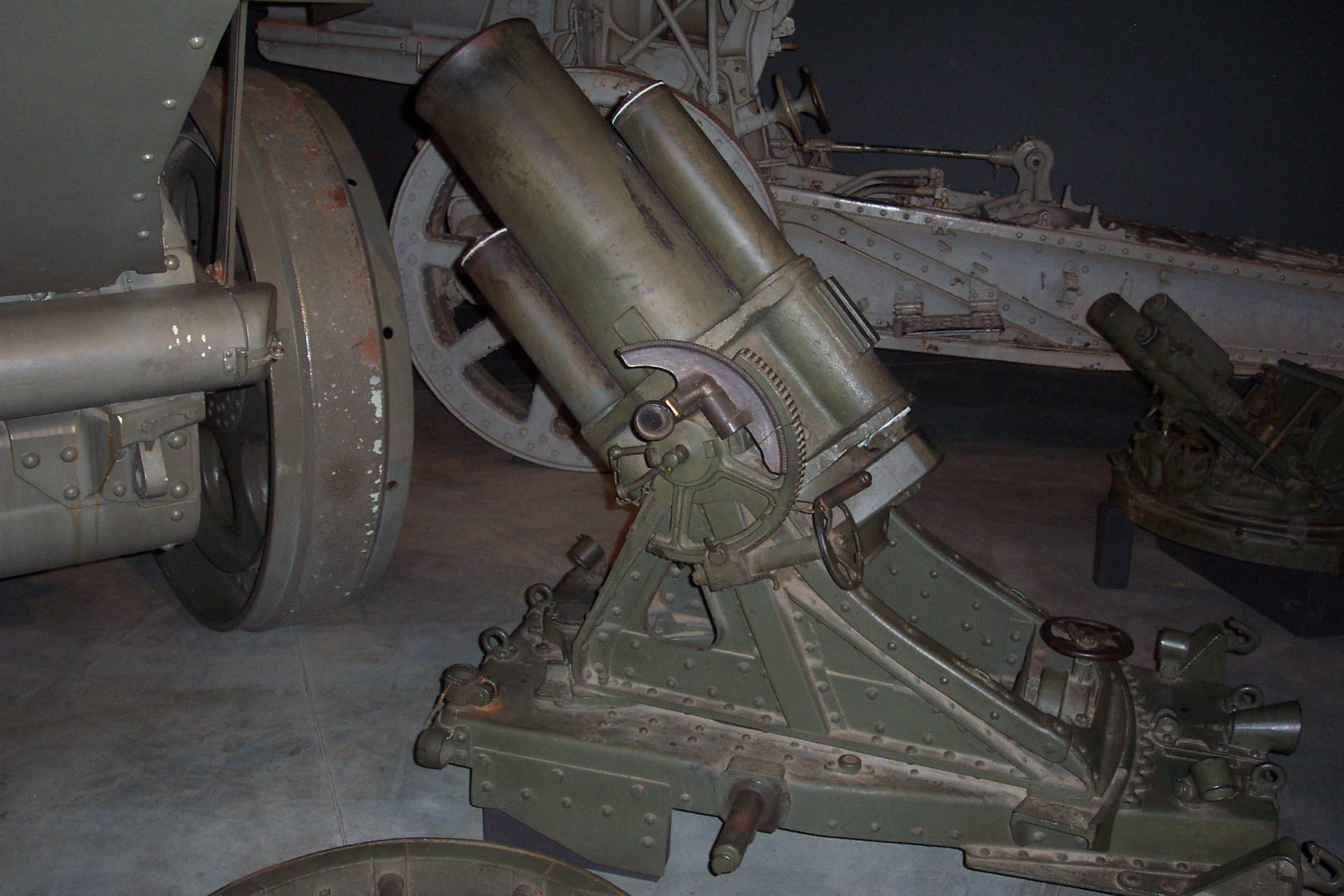
n/A model with long barrel, at the Australian War Memorial, Canberra

25cmミーネンヴェルファー(25 cm schwerer Minenwerfer)とは、第一次世界大戦でドイツ軍が使用した重迫撃砲（臼砲）である。
1905年の日露戦争での旅順攻囲戦で防御力の高い陣地を破壊するためにこのクラスの火砲が有効であることが判明した。
この火砲は工兵部隊によって運用されるために開発された。標準的な前装式の液圧式駐退機を持つ臼砲として開発された。
97キログラム（210lb）と50キログラム（110lb）の榴弾を発射する。低い初速と弾殻シェルの薄い砲弾は不足するTNTの代わりに黒色火薬の使用も考慮にいれていた。
1916年の新しいバージョンではより長砲身で生産された。
旧モデルがa/A (alte Art)と呼ばれ新型は25cmのsMW n/A (neue Art) と呼ばれた。